# Marco Grüttner
Marco Grüttner (* 17. Oktober 1985 in Ludwigsburg) ist ein deutscher Fußballfunktionär und ehemaliger Spieler. Seit Sommer 2020 ist er sportlicher Leiter des Regionalligisten SGV Freiberg. Als Spieler war der Stürmer unter anderem Mannschaftskapitän des SSV Jahn Regensburg in der 2. Bundesliga.

## Karriere
Der Sohn des ehemaligen Oberligatorhüters Raimund Grüttner begann das Fußballspielen beim GSV Erdmannhausen und wechselte in der Jugend zum SGV Freiberg. Mit Freiberg erreichte Grüttner das Endspiel um den DFB-Junioren-Vereinspokal 2003/04. Auf dem Weg ins Finale besiegten die Freiberger A-Junioren unter anderem den Nachwuchs des VfB Leipzig, des Karlsruher SC und des SV Werder Bremen, bevor das Endspiel gegen Hertha BSC mit 0:5 verloren wurde.
Im Sommer 2004 wechselte Marco Grüttner zur SG Sonnenhof Großaspach in die Verbandsliga Württemberg, wo er sich in die Stammelf spielte und am Ende der Saison mit der Mannschaft die Meisterschaft gewann und in die Oberliga Baden-Württemberg aufstieg. Nachdem er eine weitere Spielzeit für Großaspach in der Oberliga gespielt hatte, schloss sich Grüttner dem Verbandsligisten TSV Schwieberdingen an. Dort wurde er mit 24 Treffern Torschützenkönig der Verbandsliga und trug maßgeblich zum Aufstieg seiner Mannschaft in die Oberliga bei, da er beim 3:2 und 1:2 in den Aufstiegsspielen gegen die TSG Weinheim zudem drei Tore erzielte und auch im entscheidenden Elfmeterschießen traf.
Nach dem Jahr in Schwieberdingen zog es den Stürmer zurück zum Oberligisten SGV Freiberg, wo er sich nach einer erfolgreichen Hinrunde im ersten Spiel nach der Winterpause den Fuß brach und mehrere Wochen pausieren musste. In der Saison 2008/09 erzielte Grüttner 25 Treffern und wurde damit Torschützenkönig der Oberliga Baden-Württemberg. Zur Saison 2009/10 wechselte Marco Grüttner zum Regionalligisten SSV Ulm 1846. Dort hatte Grüttner in einem halben Jahr vier verschiedene Trainer und kam dabei zwar in der Hinrunde auf 15 Regionalliga-Einsätzen und vier Tore, doch durfte er lediglich sieben Mal die vollen 90 Minuten spielen.
In der Winterpause 2010 wechselte er daraufhin zum Ligakonkurrenten VfR Aalen. Dort wurde er zum Stammspieler und stieg am Ende der Saison mit der Mannschaft als Meister in die 3. Liga auf. Zudem gewann er mit dem VfR Aalen den WFV-Pokal. Sein erstes Profispiel bestritt er daraufhin am 31. Juli 2010, als er beim 1:2 gegen die TuS Koblenz am 2. Spieltag der Drittligasaison 2010/11 in der 78. Minute für Ralf Kettemann eingewechselt wurde. In der Folge stand er sowohl in der Liga als auch bei der 1:2-Niederlage im DFB-Pokal gegen den FC Schalke 04 regelmäßig in der Aalener Startformation, ehe er sich am 5. Oktober 2010 im Training bei einem Zweikampf in der Luft mit Ersatztorwart Marcel Wehr eine Schädelfraktur zuzog, weswegen er bis Mitte Januar 2011 ausfiel. Sein Comeback gab er am 5. März 2011, als er bei der 0:2-Auswärtsniederlage bei Tabellenführer Eintracht Braunschweig in der 60. Minute für Anton Fink eingewechselt wurde. Eine Woche später erzielte er mit dem Tor zum 2:1-Endstand in der 84. Minute im Heimspiel gegen den FC Carl Zeiss Jena sein erstes Tor in der 3. Liga. Am Ende der Saison, in der Grüttner insgesamt 17 Ligaspiele bestritt, erreichte Grüttner mit Aalen den Klassenerhalt.

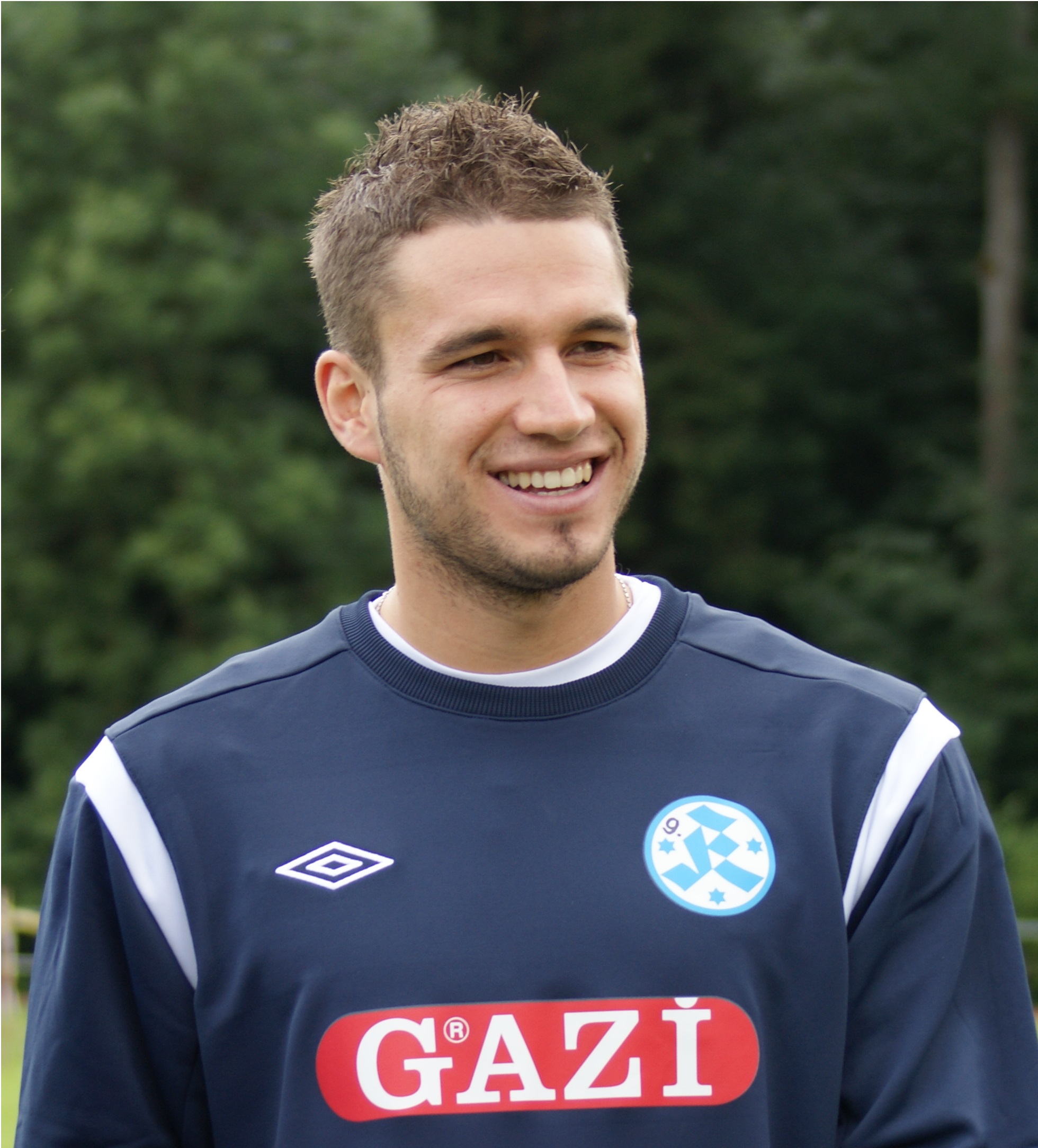
Marco Grüttner bei den Stuttgarter Kickers

Zur Spielzeit 2011/12 wechselte Grüttner zum Regionalligisten Stuttgarter Kickers, bei denen er einen Zweijahresvertrag unterschrieb. Nachdem er zu Beginn der Saison in allen Spielen zum Einsatz kam und gegen die Reserve des SC Freiburg zwei Tore schoss, zog er sich am sechsten Spieltag in der Begegnung gegen die zweite Mannschaft des FSV Frankfurt bei einem Kopfballduell mit einem Frankfurter Abwehrakteur einen Jochbein- und Augenhöhlenbruch zu, weswegen er einen Monat pausieren musste. Insgesamt bestritt er in seiner ersten Saison für die Kickers 27 Spiele, in denen er elf Tore erzielte, und erreichte mit der Mannschaft die mit dem Aufstieg in die 3. Liga verbundene Meisterschaft der Regionalliga Süd. Die anschließende Drittligasaison bestritt er ebenfalls als Stammspieler, wobei ihm in 37 Einsätzen 18 Treffer gelangen.

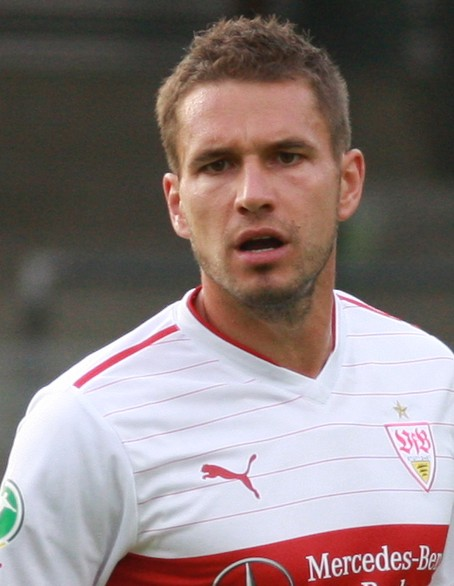
Marco Grüttner beim VfB Stuttgart

Im Sommer 2013 wechselte Grüttner innerhalb Stuttgarts zur zweiten Mannschaft des VfB Stuttgart, die ebenfalls in der Dritten Liga antrat und bei der er einen Vertrag bis Juni 2016 unterzeichnete.
Nach dem Abstieg der Mannschaft in die Regionalliga wechselte Grüttner im Sommer 2016 zum Drittligisten SSV Jahn Regensburg. Dort konnte er sich ebenfalls als Stammspieler durchsetzen und stieg mit dem Verein am Ende seiner ersten Saison in die 2. Bundesliga auf. Grüttner war mit 13 Toren in 36 Einsätzen daran beteiligt. Nach dem Aufstieg wurde er 2017 Mannschaftskapitän des Zweitligisten. Im September 2018 wurde Grüttner vom DFB als fairster Profifußballer der Saison 2017/18 ausgezeichnet. Im November 2019 gab Grüttner an, den Verein zum Ende der Spielzeit 2019/20 verlassen und in seine Heimat zurückkehren zu wollen. Auch in seiner letzten Spielzeit war der Schwabe immer noch Stammkraft im Angriff des Jahn und mit acht Pflichtspieltreffern unter den wichtigsten Offensivkräften. Am Ende standen für den mittlerweile 34-Jährigen 48 Tore sowie 25 Assists in 141 Partien zu Buche.
Im Anschluss an die Saison kehrte Grüttner als Amateur zum Oberligisten SGV Freiberg zurück, bei dem er bereits Ende Februar 2020 einen Vertrag unterschrieben hatte. Neben seiner Aktivität als Spieler wurde er auch sportlicher Leiter des Vereins. In der Spielzeit 2021/22 wurde er in der Liga mit 33 Toren in 37 Spielen erneut Torschützenkönig und erreichte mit der Mannschaft den Aufstieg in die Regionalliga. Anschließend beendete er seine Spielerkarriere.

### Erfolge
Mannschaftserfolge
- Aufstieg in die 2. Bundesliga: 2017 (SSV Jahn Regensburg)
- Aufstieg in die 3. Liga: 2010 (VfR Aalen), 2012 (Stuttgarter Kickers)
- Aufstieg in die Regionalliga: 2022 (SGV Freiberg)
- Aufstieg in die Oberliga: 2005 (SG Sonnenhof Großaspach), 2007 (TSV Schwieberdingen)
- WFV-Pokalsieger: 2010 (VfR Aalen)

Persönlich
- Torschützenkönig der Oberliga Baden-Württemberg: 2009 (25 Tore), 2022 (33 Tore)
- Torschützenkönig der Verbandsliga Württemberg: 2007
- DFB-Fair-Play-Medaille: 2018